# Cadreita
Cadreita – gmina w Hiszpanii, w Nawarze, o powierzchni 27,2 km². W 2011 roku gmina liczyła 2106 mieszkańców.